# 2935 Naerum
A 2935 Naerum (ideiglenes jelöléssel 1976 UU) a Naprendszer kisbolygóövében található aszteroida. Richard Martin West fedezte fel 1976. október 24-én.